# Tappa Zukie
Pour les articles homonymes, voir David Sinclair et Sinclair.
Tapper Zukie, (ou Tappa Zukie, né David Sinclair en 1955 à Kingston, Jamaïque) est un musicien de reggae, producteur et DJ.
Le surnom "Tapper" vient de sa grand-mère, et "The Zukies" était la bande d'amis qu'il avait étant enfant. Il eut un impact assez important des deux côtés de la table de mixage, d'abord en tant que toaster à succès, puis en tant que producteur, travaillant avec la crème de la scène reggae jamaïcaine.

## Biographie
Adolescent, il a travaillé pour plusieurs sound systems, d'abord pour I-Oses Discotech, puis avec the Maccabees. C'est chez ce dernier qu'il se fera repérer par le producteur Bunny Lee, mais malheureusement, son attitude de "délinquant" l'avait déjà fait repérer par la police également.
Sur un conseil de sa mère, Tapper décida qu'il était temps de laisser derrière lui les rues de Kingston. En 1973 il part s'installer chez de la famille, en Angleterre. Bunny Lee souhaitait également le voir hors d'ennuis, mais préférait le savoir en studio. Ne voulant pas que le talent du jeune Tapper soit gâché, il tira quelques ficelles; le jour d'après son arrivée à Londres, Tapper était sur scène, pour la première partie de U-Roy.
Larry Lawrence, le boss du label Ethnic Records, impressionné par la prestation de Tapper, le fera enregistrer son premier single : Jump & Twist.
Revenu à Kingston à la fin de l'année, le jeune DJ commence maintenant à enregistrer des singles pour quelques producteurs notamment en 1975, Natty Dread on the Mountain Top, une version de Jah Vengeance pour le producteur Yabby You. Tapper Zukie a aussi travaillé en studio avec Bunny Lee, et enregistré quelques chansons dont Natty Dread Don't Cry. 
Bien que le DJ refuse de signer un accord d'exclusivité avec Bunny Lee, le producteur le lança volontiers sur sa voie, avec  quelques pistes instrumentales sur lesquelles travailler. Les producteurs Jojo Hookim and Ossie Hibbert en ajoutèrent à la pile, et c'est à partir de toutes ces cassettes que Zukie construisit son premier album, M.P.L.A.. Cet album sort dans le contexte d'une Angleterre en plein "cross over" entre Reggae et Punk. Mick Jones de The Clash se réfère à MPLA dans Westway To The World, et les Sex Pistols dans Anarchy in the UK. À moins qu'il s'agisse de l'acronyme du Mouvement pour la libération de l'Angola (MPLA), bien plus probable.
Insolemment indépendant, le DJ enregistra et finança lui-même l'album, et bâtit son propre label, Stars. Mais le manque d'argent le forcera à geler la production de l'album et à commencer par sortir quelques pistes en tant que singles. C'est à ce moment-là qu'il commença à produire d'autres artistes, travaillant au début avec Errol Dunkley, et l'ancienne voix des Itals, Ronnie Davis.
Zukie retourne à Londres en 1975 à la recherche d'un accord de distribution pour Stars. Là-bas, il découvre qu'une session d'enregistrement qu'il avait faite lors de son premier séjour, avec le producteur Clem Bushay, était depuis sortie en tant qu'album, Man ah Warrior ; chronologiquement son premier album, donc. Cet opus se vendait d'ailleurs comme des petits pains sous le label Klik. Il signa immédiatement un accord avec Klik, et sa célébrité monta en flèche avec la sortie des premiers singles de M.P.L.A.. L'album complet suivit, qui fut l'album reggae le plus vendu en Angleterre ce Noël 1975.
Juste après, le DJ signe chez Virgin Records. Patti Smith, de visite, fut impressionnée. Et lorsque le DJ la rejoint sur scène lors du concert du groupe à Londres en octobre 1976, le duo offrit un show mémorable. C'est alors sans surprise que Zukie accepte de faire la première partie du groupe lors de sa prochaine tournée.
Patti Smith était tellement fan du jeune DJ qu'elle sortit son album Man Ah Warrior sous son propre label, Mer.
Zukie rentra ensuite dans une période de grande productivité, sortant les albums the Man From Bosrah, Earth Running, Escape From Hell, In Dub, "Peace in the Ghetto", et "Black Man" entre 1977 and 1979. 
Bien qu'étant à l'origine plus connu en Angleterre qu'en Jamaïque, cela changea en 1977 avec les deux titres Oh Lord et She Wants a Phensic.
À l'aube d'une nouvelle décennie, Zukie représentait une personnalité internationale avec laquelle il fallait compter, en constant aller-retour entre Londres et Kingston, tout le temps sur scène, enregistrant, produisant. On le retrouve aux commandes pour enregistrer Horace Andy, au mixage pour Militant Barry, et sort ses deux albums suivants, Raggy Joey Boy et People Are You Ready ?.
Entre 1983 et 1986, Zukie se concentre sur la production, travaillant avec à peu près tous les artistes majeurs de l'île de l'époque: Mighty Diamonds, Max Romeo, Ken Boothe, Sugar Minott, et U-Roy pour ne citer qu'eux.
Aussi bon producteur que toaster, Zukie s'est vu devenir un des personnages les plus sollicités du milieu reggae, tant par les vétérans que par des petits nouveaux.
Mais même à l'apogée de sa reconnaissance, Zukie se sous-estime, et son humilité devient légendaire, comme le prouve le titre de sa série de compilations de toasting. Ironiquement appelée Old Time DJ Come Back, les albums présentèrent de nombreux toasters, anciens et nouveaux, et la série reste une collection-type du genre.
En 1986 il sort Raggamuffin, et dix ans plus tard Deep Roots (bien qu'enregistré plus tôt). Cependant, il a continué d'enregistrer, remplissant les faces B des singles qu'il a produits pour les autres. La production est bien le domaine dans lequel son nom s'est le plus affirmé, continuant de travailler avec les plus grands de l'île, et ressortant d'anciens singles par le biais de son label, Tappa.

## Discographie
- 1973 - Man Ah Warrior
- 1976 - M.P.L.A
- 1976 - Tapper Zukie In Dub
- 1977 - Escape From Hell
- 1978 - Peace In The Ghetto
- 1978 - Tappa Zukie International
- 1978 - Tapper Roots
- 1978 - The Man From Bozrah
- 1978 - Blackman
- 1979 - Earth Running
- 1982 - Raggy Joey Boy
- 1996 - Deep Roots